# 女性專用車廂

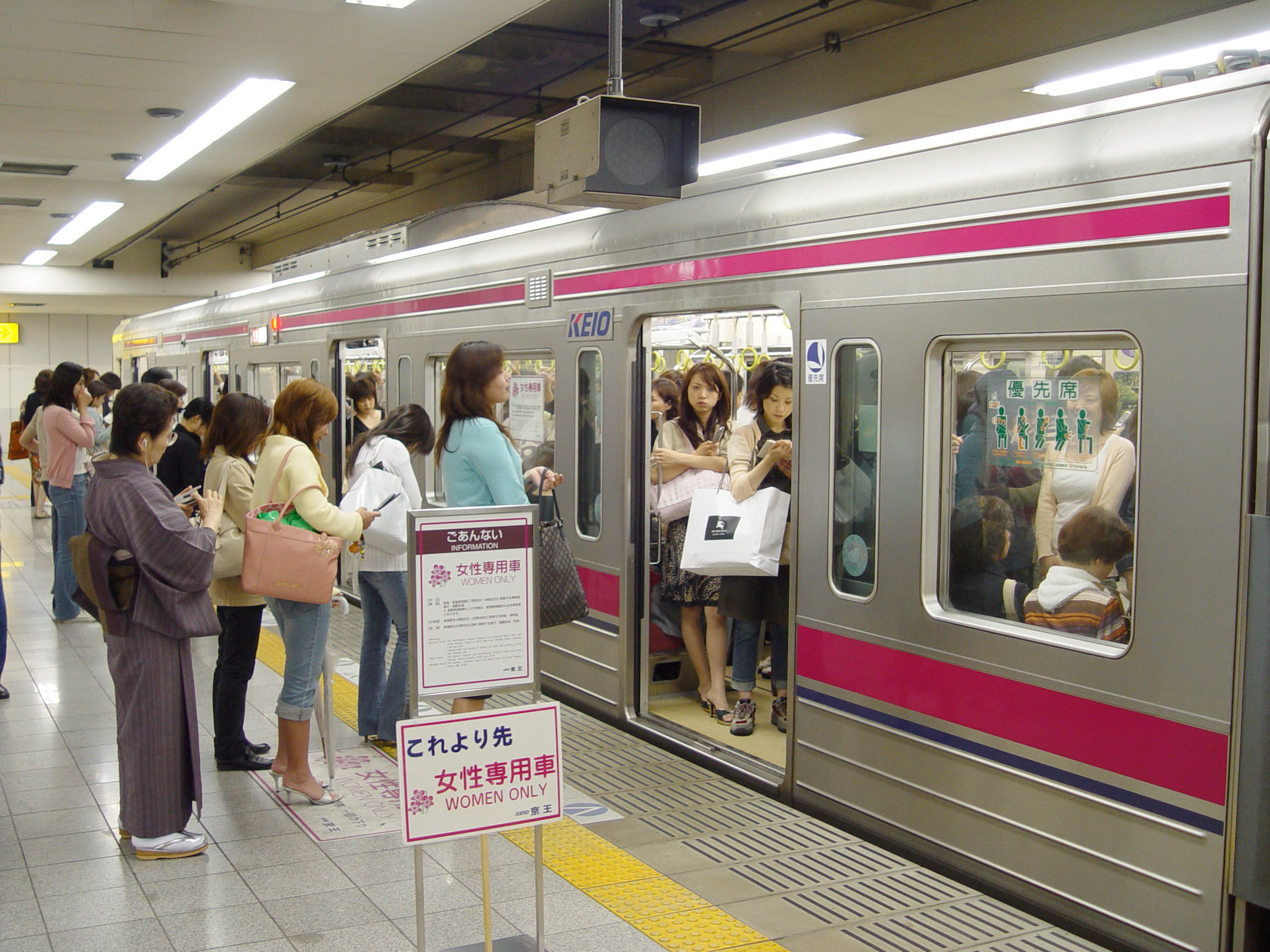
東京京王電鐵新宿站一班正等候登上女性專用車輛的乘客

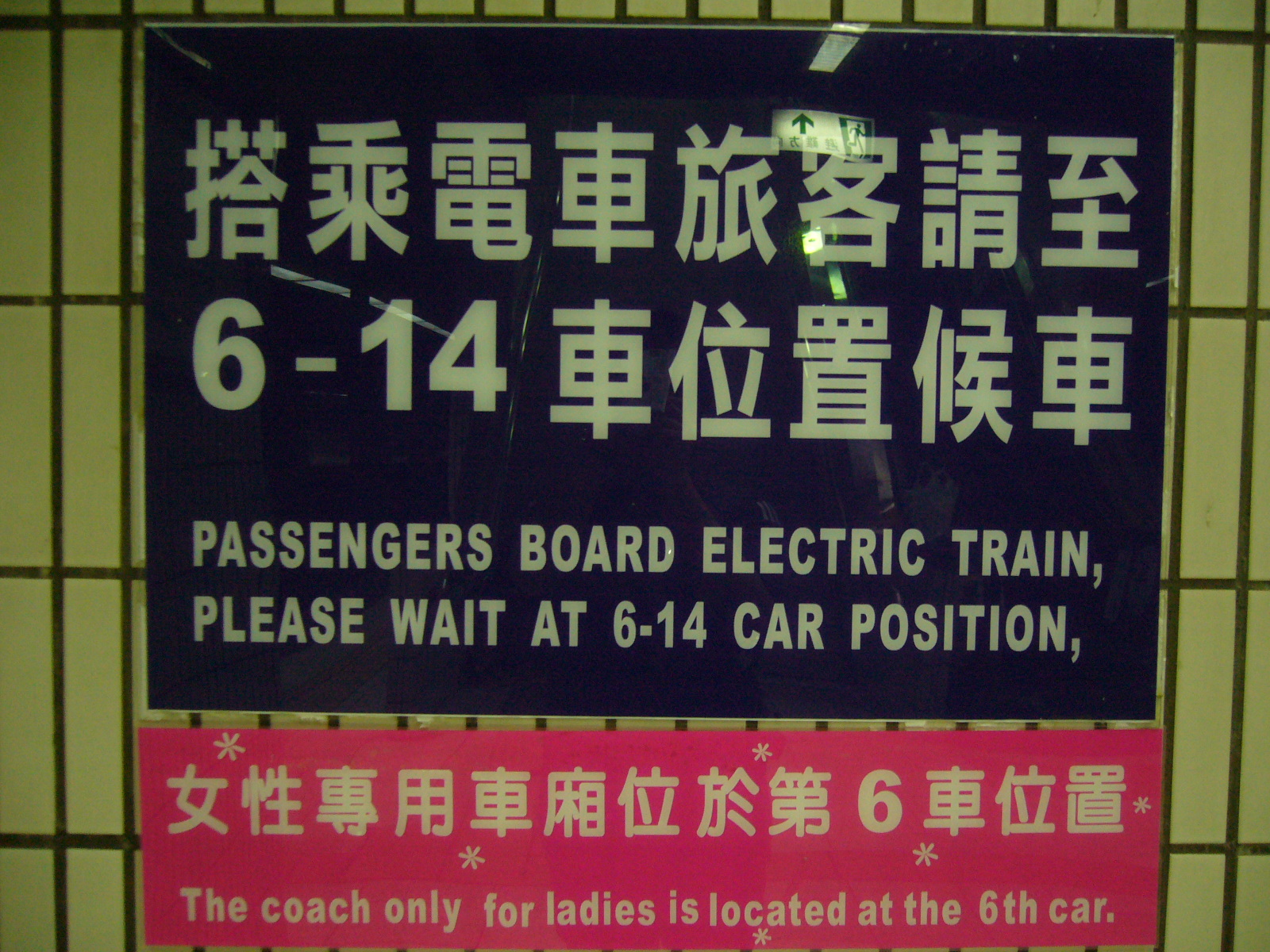
台鐵通勤電聯車的女性專用車廂搭乘指示牌

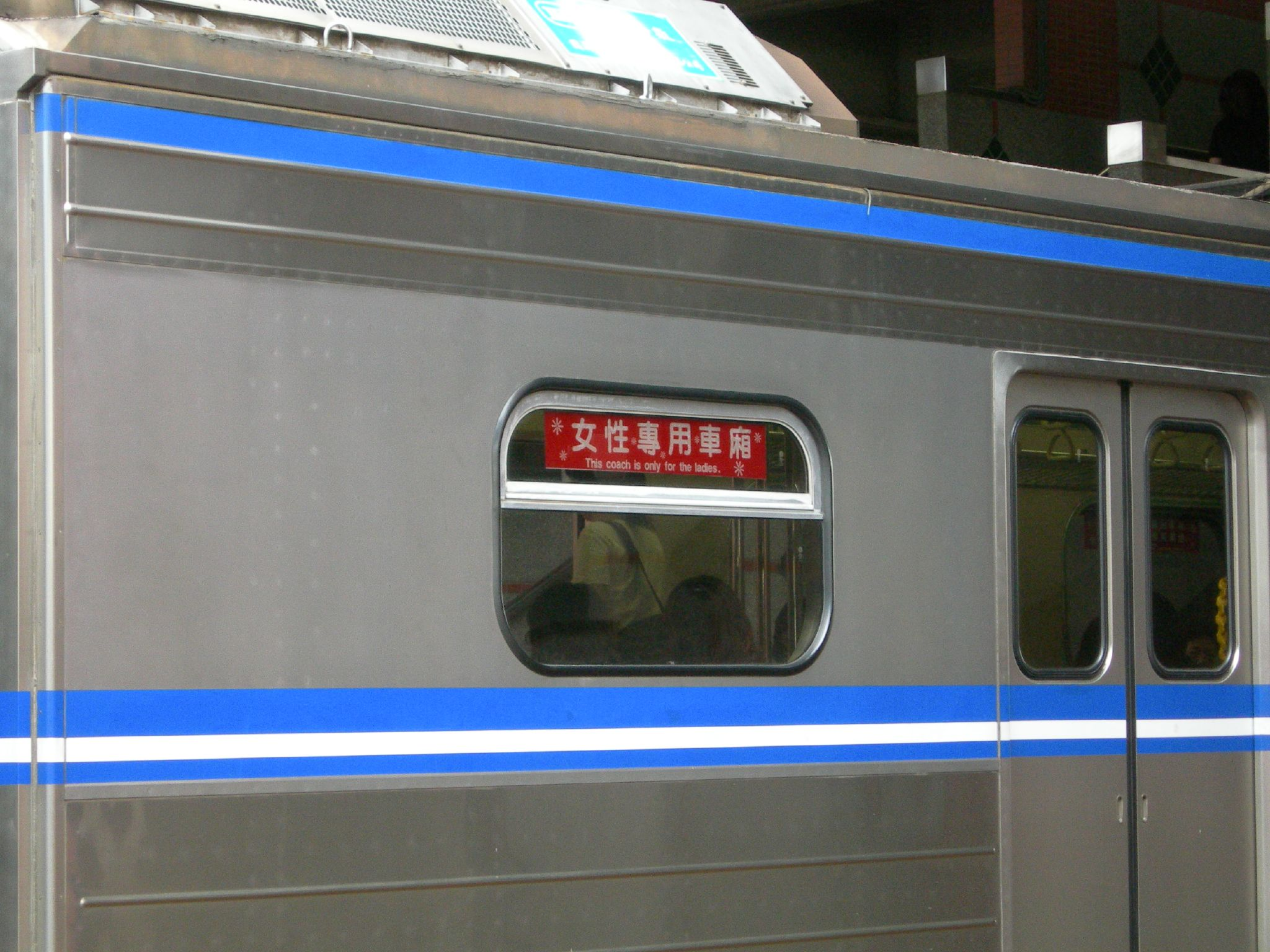
台鐵通勤電聯車女性專用車廂

女性專用車廂是指火車或地鐵列車中只限女性乘坐的車廂，此類特殊的設計源自日本，是當局為防範日益惡化的女性遭色狼性騷擾問題而專門設立。部份列女性專用車廂亦可以讓男性兒童、身障者人士或相關人士的介護者使用。
這種制度的實行可追溯至1912年日本的中央本線，目前日本兩大都市東京及大阪的鐵路公司實施女性專用車廂已有一段時間，而JR及許多民營、私業鐵路業者亦有在各大都會區的通勤路段提供此服務。其他設有女性專用車廂的國家主要為伊斯蘭教國家包括埃及、阿聯酋、印尼和伊朗等，以及印度。在這些國家，普通車廂的使用者多為男性。而在德國，少量城際鐵路路段也有設立女性專用車廂。
女性專用車廂主要兩大爭議。其一是會令大眾誤以為性侵受害者只有女性、並潛移默化以為男性是加害者，對男性並不公平。這可能會加深社會仇恨，也不符合性別平等的原則。其二是設立女性專用車廂後，社會一般假設女性應先使用女性專用車廂，令身在其他車上的女性變得十分奇怪，這變相限制了她們的活動空間。

## 背景
電車癡漢的騷擾行為在日本十分猖獗。根據一份由東京警視廳及東日本旅客鐵道所做的調查，約有2/3的女性乘客表示曾經在車上遭受鹹豬手猥褻，其中大多數甚至時常遭到騷擾。行政當局也一直難以控制癡漢的活動，由於車上往往擁擠到無法辨識出犯罪者，法院採取寬容的措施，而受害者往往卻感到羞恥而不敢聲張。警方及鐵路公司採用張貼海報的活動，以提高大眾警覺，但卻適得其反。

## 歷史
女性專用車輛其實早在1912年就於日本中央本線中野至昌平橋一段上運作，當時每天早晚各有一班列車劃出女性專用空間，為人所知的名稱為Hana-Densha（花電車），營運的目的是為了保護就讀鐵路沿線女校的女學生，但有關安排推出不久便告終止。此類列車亦於1950年代的大阪運行，但1973年日本國鐵以過時和不方便為由，廢止有關安排。

## 日本情況
2000年12月，提供東京市郊往返服務的京王電鐵在試車過程中，於深夜時段加開女性專用車，以因應女性乘客在忘年會期間被醉漢騷擾的不滿。2001年3月起，京王電鐵開始正式營運深夜女性專用車。
2001年7月，JR東日本於埼京線上開始提供相似的服務，這條連接東京都和埼玉縣的鐵路，已經因為擁擠的車廂及車站之間日益增常的距離而以電車癡漢聞名。2001年，女性專用車的服務延長至下班的尖峰時刻。東京地區的一些鐵路公司則由於考量到後勤上的困難，和女性專用車廂可能造成一般車廂的過度擁擠，而抗拒改變。但是在2005年，仍推出了女性專用車廂。
2002年7月，JR西日本成為日本第三家營運女性專車服務的鐵道公司，而在京阪神地區運行的列車則成為該公司最早營運早晨尖峰時刻女性專車者。阪急電鐵及京阪電鐵兩條大阪鐵路亦於同年為其特別快車加開女性專用車廂，阪急電鐵則成為第一家全天候營運女性專用車輛的公司。包括大阪市營地下鐵在內的其他大阪地區的鐵路公司亦立刻跟進。那時大阪地鐵的御堂筋線早已經因超出其最大容量60%的超高載客量，而成為全日本電車癡漢最猖獗的一條路線。

## 日本以外情況

### 台湾
臺灣鐵路管理局則於2006年6月1日起，在通勤電聯車上實行女性專用車廂制度，但是因為沒有強制力及罰則，導致成效不彰，經常有男女乘客混合搭乘的情況，使得臺鐵決定半年的試辦期過後即不再續辦，但2010年5月26日清晨屏東線區間車發生男乘客性侵女高中生的事件，臺鐵緊急指定晨間、夜間各級列車第一節車廂為女性專用車廂。
臺北捷運及高雄捷運均未實施女性專用車廂，而在月台中段劃出一塊區域為夜間婦女等候區（臺北捷運後來改為"安心候車區"），加強該區域的監視錄影，鼓勵婦女及兒童盡量在該區域候車。

### 香港
香港的鐵路和巴士車廂亦經常發生非禮、偷拍和性騷擾事件。有見及此，常有婦女團體要求港鐵公司效法日本，增設女性專用車廂，以保障女性的安全和男士免被誤會。不過港鐵公司表示有關設計在後勤和運作上存有技術困難（例如:由於港鐵大部分的列車車廂設計是開放式的，設立女性專用車廂後，會減低乘客來往車卡之間的靈活性以及對繁忙時間乘客人流管理造成影響），無意設置女性專用車廂，並表示現時已有足夠措施保護女性。另外，若香港實行女性專用車廂、沒有實行男性專用車廂，會令公眾以為只有女性在車廂受非禮而沒有男性受害者，亦可能涉及違反《性別歧視條例》。

### 中国大陆
2006年2月7日，中国铁路部门在Z5/6次、Z21/22次京沪直达特快列车的3号软卧车厢试验性地将2个卧铺包厢预留为女性专用包厢，但一周后即停止这一举动。2015年3月，北京铁路局和上海铁路局在京广/京深、沪广/沪深卧铺动车组列车推行女宾专有包房，但女乘客现时无法在中国铁路客户服务中心网站购买专用包厢车票，只能在车站售票大厅窗口购买。

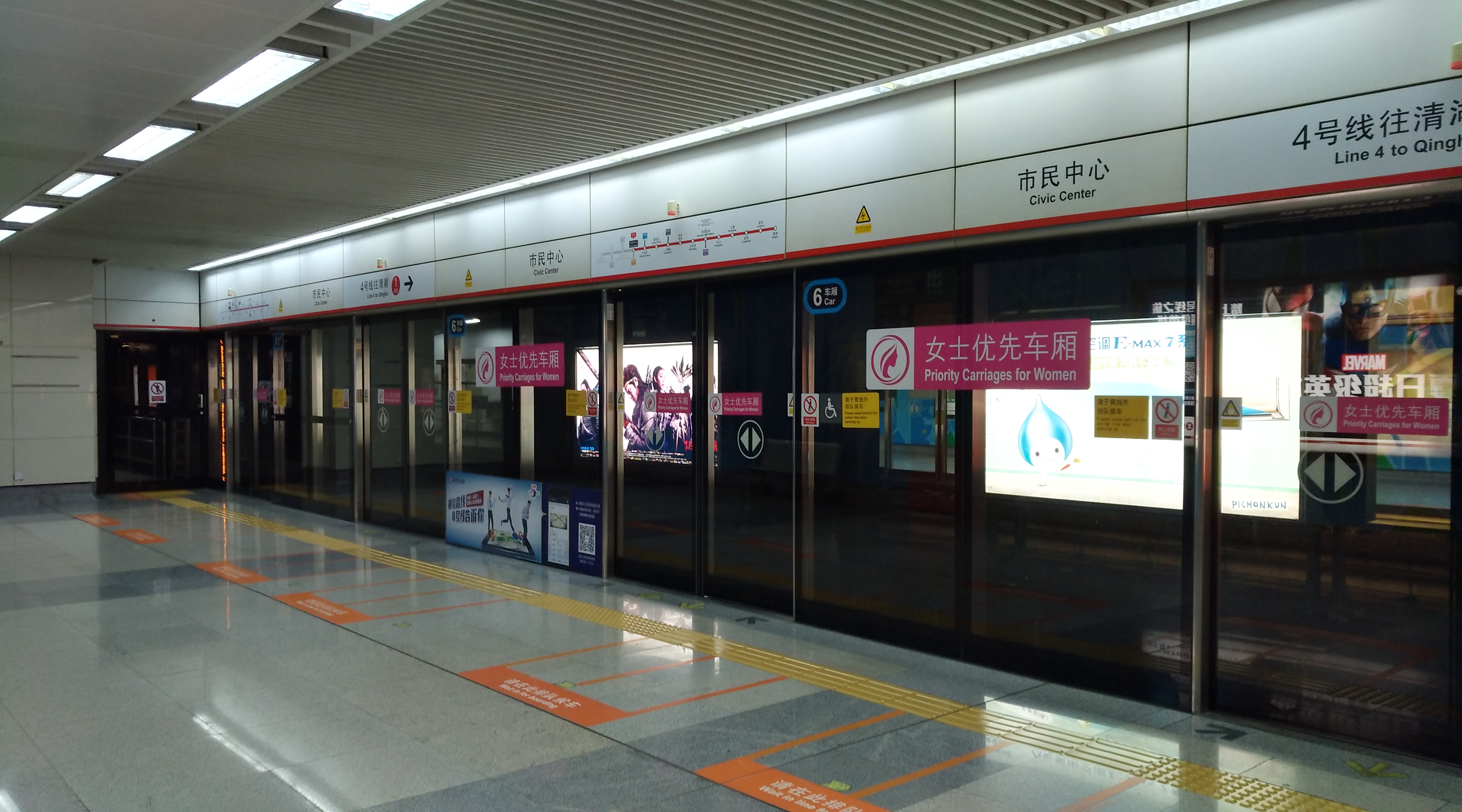
深圳地铁4号线市民中心站的女士优先车厢

2017年6月26日，深圳地铁有4條線路正式启用「女士优先车厢」，在双方向列车上的第一节和最后一节车厢设为女士优先车厢，优先供女性乘客使用，是中国大陆首个设有女性车厢的地铁线网，但此种女士「优先」车厢并不是对男女乘客作硬性分隔處理的车厢。新规实施后不久已经面临尴尬，乘客普遍反映女士优先车厢内，男士人数反而多于女性。深圳地鐵工作人員解釋此舉并不是法律层面的强制措施，也并非为了排斥男性，减少性骚扰事件，而是「为了培养尊重女性的社会氛围，倡导进一步关爱女性，进一步提高深圳的社会文明程度」，而現實操作上也很難在上下班这样的客流高峰时间段内做到让男乘客刻意回避女士优先车厢。目前深圳地铁公司已通过站内广播、导向标识、车站告示等方式对乘客进行宣传引导。2019年9月8日，深圳市人大常委会公布《深圳经济特区文明行为促进条例（草案修改稿）》，明确地铁设立的优先车厢，在高峰时段可以仅供残疾人、未成年人、女性等有需要的人士乘坐。然而这一规定依然存在不同观点，一些人认为此为“伪文明”。2019年12月31日，深圳市第六届人大常委会第37会议表决通过了修订后的《深圳经济特区文明行为条例》，其中高峰时段地铁设立「女士优先车厢」规定被删除。
2017年6月28日开始，广州地铁1号线每逢工作日期间，进行女性车厢的试点工作，但广州地铁官方强调，女性车厢为倡导性质，并非专用；公共交通上进行强制性区别对待缺乏法律依据，专用也不符合男女结伴、家庭结伴出行的实际情况。广州地铁方面的工作人员说，不会强制要求男性老年乘客必须转到其他车厢，因为列车一头一尾原本也是面向老弱病残群体的爱心车厢；另外如碰到情侣，也不会强行驱离。地铁运营方会在对试点情况进行评估总结并听取社会意见后做出进一步决定。

## 影響
設立女性專用車輛使車廂內兩性之間有一個區隔，使女性乘客免於忍受性騷擾，而男性也得以不必擔心被誤認為色狼。
然而反對者亦大有人在。例如許多乘客便表示，原本通勤高峰的時間帶就很難擠上車，分給女性專用車之後，剩下的車廂就會變的更為擁擠，不僅使男性乘客更難登車，更何況進入一般車廂，而非女性專用車廂的女乘客，遭受侵害的風險也會加倍。
在日本，電車痴漢如果直接觸摸到被害者的身體而不只是衣物，最重可適用刑法的強制猥褻罪，其他情形也可引用防止迷惑條例等作處罰，警方對被舉報的現行犯也都可直接逮捕。
然而，在設立女性專用車廂的同時，卻沒有設立男性專用車廂，間接指出男性是不受性侵犯的性別，此舉亦被批評為性別歧視。
2017年，日本由於經常發生「痴漢冤罪」，即男性被冤枉非禮，要求開設男性專用車廂的聲音愈來愈大，超過六成受訪者贊成加開男性專用車廂。

## 外部連結
- 日本鐵道博物館：婦女及兒童專用的車廂
- 東京人高呼「消滅電車痴漢！」（報導來自2005.04.12　 中國時報）